# Ірбіс-Шегуй
Ірбіс-Шегуй (д/н—650) — 10-й співкаган Західнотюркського каганату в 642—650 роках.

## Життєпис
Походив з династії Ашина. Син Ірбіс-кагана. Зі смертю батька 640 року не зміг здобути не трон через відсутність підтримки племен нушібі. 641 року після загибелі Ірбіс Ишбара-Ябгу-кагана втік до Імперії Тан. 642 року за підтримки військ останньої став каганом східної частини Західнотюркського каганату.
Того ж року скористався повстанням племен дулу проти кагана західної частини каганату Ірбіса-Дулу, захопивши усі володіння останнього. Втім не зміг захопити суперника, що вправно оборонявся у фортеці Ісфіджаб. Тому дозволив йому відступити до Тохаристану.
Ірбіс-Шегуй намагався дотримуватися мирних стосунків з імперією Тан, відправивши туди подарунки (які розглядали як данину). Імператор Лі Шимінь вимагав віддати міста Хотан, Кашгар, Чжуцзюйбо і Цунлін. Натомість було обіцяно шлюб імператорської доньки з каганом. Але Ірбіс-Шегуй відкинув це.
646 року запідозрив Хелу, ябгу нушібі, у змові, відправивши проти нього військо. Зрештою Хелу втік до Китаю. Але у 649 році за підтримки танського війська вдерся в межі каганату, де почалося повстання племен. Ірбіс-Шегуй намагався чинити опір, але 650 року зазнав нищівної поразки й загинув. Влада перейшла до Хелу.